# Hyblaea
Hyblaea är ett släkte av fjärilar. Hyblaea ingår i familjen Hyblaeidae.

## Bildgalleri

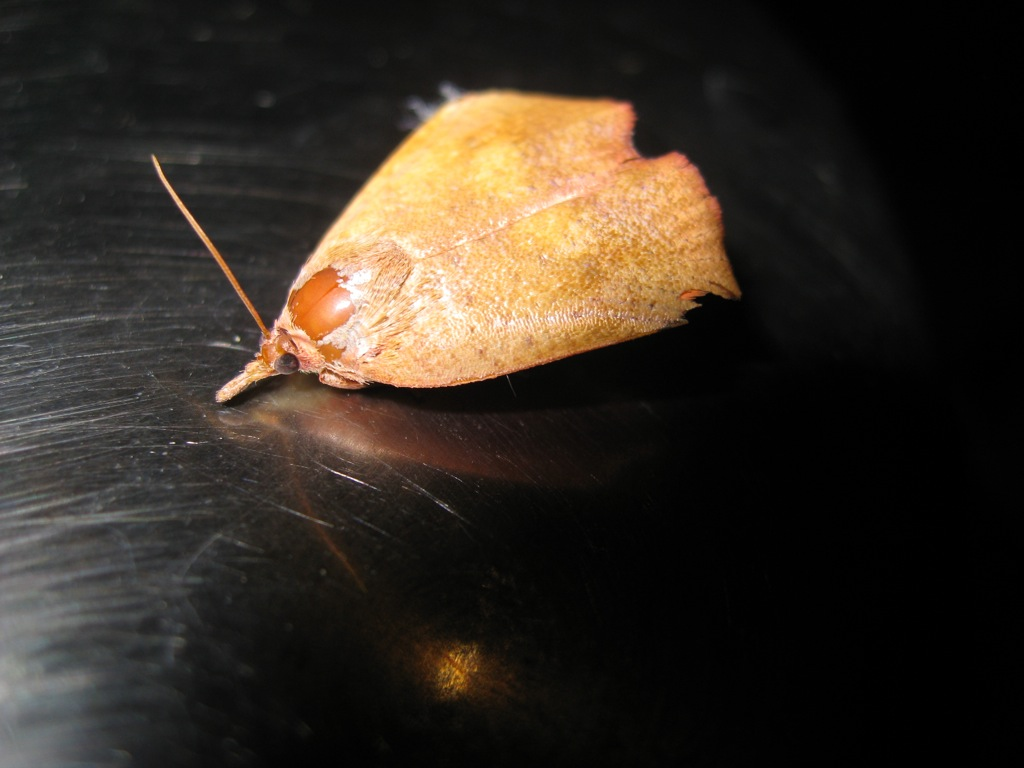
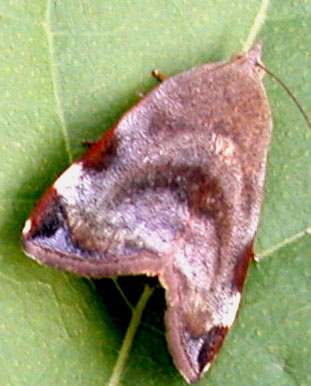

## Dottertaxa tillHyblaea, i alfabetisk ordning[1]
- Hyblaea amboinae
- Hyblaea apricans
- Hyblaea asava
- Hyblaea aterrima
- Hyblaea bohemani
- Hyblaea canisigna
- Hyblaea castanea
- Hyblaea catocaloides
- Hyblaea constellata
- Hyblaea contraria
- Hyblaea cruenta
- Hyblaea dilatata
- Hyblaea erycinoides
- Hyblaea esakii
- Hyblaea euryzona
- Hyblaea firmamentum
- Hyblaea flavifasciata
- Hyblaea flavipicta
- Hyblaea fontainei
- Hyblaea fortissima
- Hyblaea genuina
- Hyblaea hypocyanea
- Hyblaea ibidias
- Hyblaea inferna
- Hyblaea insulsa
- Hyblaea joiceyi
- Hyblaea junctura
- Hyblaea limacodella
- Hyblaea madagascariensis
- Hyblaea mirificum
- Hyblaea nigra
- Hyblaea occidentalium
- Hyblaea paulianii
- Hyblaea puera
- Hyblaea rosacea
- Hyblaea saga
- Hyblaea sanguinea
- Hyblaea saturata
- Hyblaea strigulata
- Hyblaea subcaerulea
- Hyblaea synaema
- Hyblaea tenebrionis
- Hyblaea tenuis
- Hyblaea tortricoides
- Hyblaea triplagiata
- Hyblaea unxia
- Hyblaea vasa
- Hyblaea vitiensis
- Hyblaea xanthia